# Catedral de Santo Érico
A Catedral de Santo Érico (em sueco:  Sankt Eriks katolska domkyrka) é uma catedral católica, localizada em Södermalm, no centro de Estocolmo, Suécia. Foi construída em 1892 e elevada a catedral em 1953, quando a única diocese católica da Suécia, a Diocese Católica de Estocolmo, foi criada. O aumento substancial do número de católicos em Estocolmo e em toda a Suécia, principalmente como resultado da imigração depois da Segunda Guerra Mundial, tornou a antiga igreja insuficiente, devido ao número de fiéis, e uma ampliação, projetada pelos arquitetos Hans Westman e Ylva Lenormand, foi inaugurada em 1983, no 200º aniversário do restabelecimento  da Igreja Católica  no país, ocorrido em 1783. O quarteirão onde a catedral está localizada também tem outras funções ao serviço da Igreja Católica sueca.
A igreja leva o nome de Santo Érico, rei sueco do século XII que, tendo sido morto por um príncipe dinamarquês, chegou a ser considerado mártir, e padroeiro de Estocolmo, representado no sinete e no brasão da cidade.

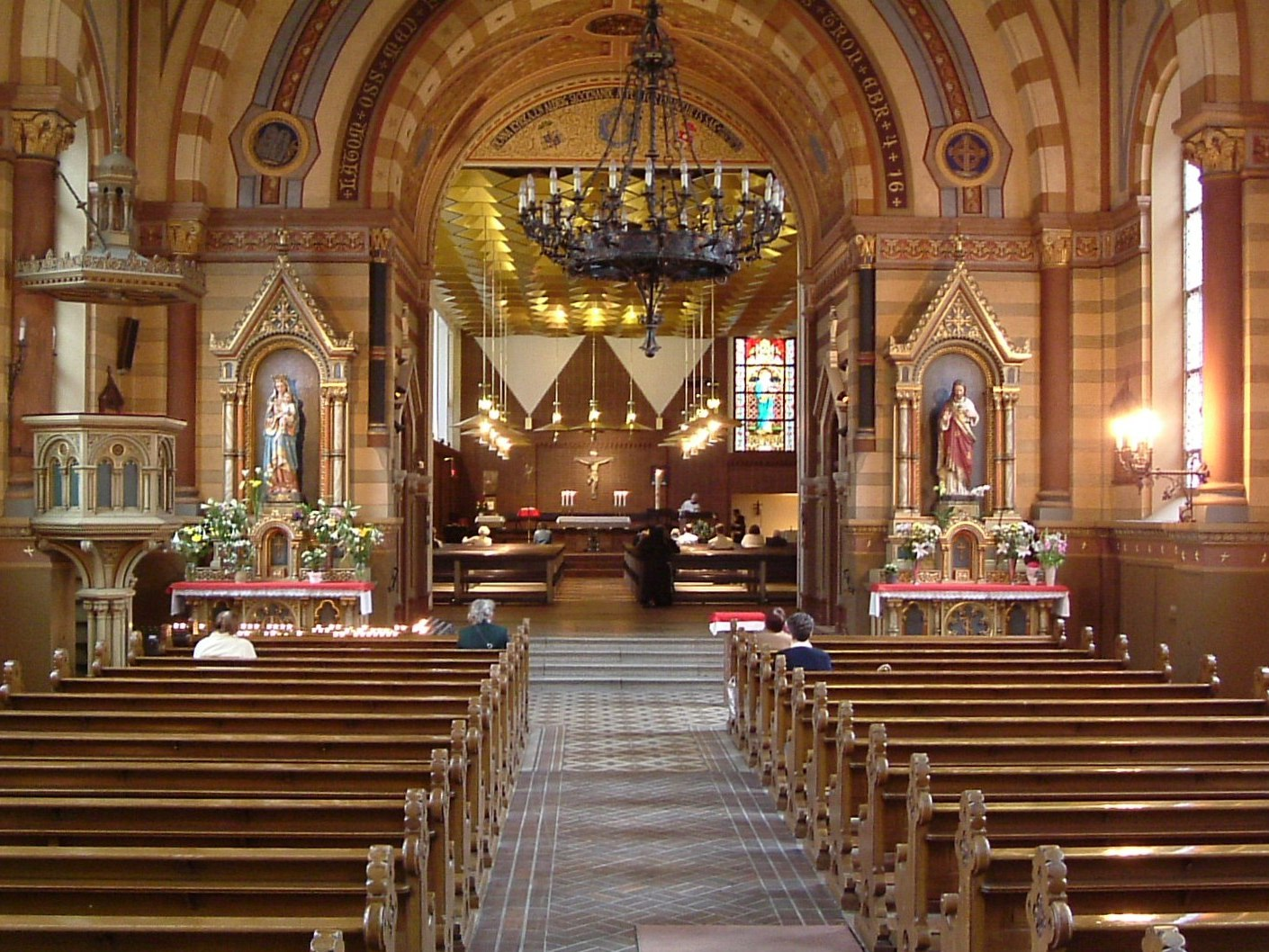
Interior da catedral.
Bandeira da catedral. As cores amarela e branca seguem as cores da Bandeira do Vaticano.

## Fonte
Domkyrkans historia